# Departamento de Rivas
Rivas es un departamento de Nicaragua. Su cabecera departamental es Rivas. Se encuentra al sudoeste del país, cerca del paso fronterizo "Peñas Blancas" en la frontera con la República de Costa Rica. Los habitantes indígenas del departamento son los nicaraos, y fue la ubicación de los señoríos precolombinos nicarao de Kwawkapolkan y Kakawatan.
A este departamento pertenecen dos de los atractivos turísticos más populares del país como destinos de playa: la ciudad y puerto de San Juan del Sur y Ometepe, isla en el lago Cocibolca.

## Historia
El departamento es el territorio de los Chorotegas y los antiguos reinos indígenas de Kwawkapolkan, y Kakawatan. Kwawkapolkan en náhuat significa lugar de árboles de capulín. Kwawkapolkan es una combinación de las palabras náhuat Kwawit (árbol), kapolin (capulín), y -kan (un locativo que significa "lugar de"). Kakawatan significa "lugar de agua de cacao", y es una combinación de las palabras náhuat Kakaw (cacao), at (agua), y -tan (sufijo locativo que significa tierra de/lugar de). El nombre Kakawatan es una referencia a las bebidas de chocolate, uno de los aspectos más importantes de la cultura nicarao. Esta tradición todavía se practica en las comunidades de Rivas entre los descendientes de los nahuas tanto indígenas como mestizos. Los nahuas de Kakawatan eran conocidos como kakawatecos. Kakawatan tenía estrechas relaciones con Kwawkapolkan ya que antes y durante el contacto español, ambos señeríos tenían una alianza militar y estaban en constante estado de guerra con los chorotegas. El gobernante de Kwawkapolkan era Macuilmiquiztli, y el gobernante de Kakawatan era Wemak, el primo de Macuilmiquiztli.

## Geografía
Ocupa todo el llamado istmo de Rivas que separa al lago Cocibolca o Gran Lago de Nicaragua del océano Pacífico.

### Límites
Limita al norte con los departamentos de Carazo y Granada, al sur con la República de Costa Rica, al este con el Lago Cocibolca y el departamento de Río San Juan, y al oeste con el océano Pacífico.

## Demografía
Demográficamente, el departamento de Rivas ocupa el décimo quinto lugar a nivel nacional con una población de 185 mil habitantes según las últimas estimaciones.
| Población histórica del departamento de Rivas | Población histórica del departamento de Rivas | Población histórica del departamento de Rivas |
| Año                                           | Habitantes                                    | Fuente                                        |
| --------------------------------------------- | --------------------------------------------- | --------------------------------------------- |
| 1906                                          | 25 549                                        | Censo nicaragüense de 1906                    |
| 1920                                          | 31 090                                        | Censo nicaragüense de 1920                    |
| 1940                                          | 35 577                                        | Censo nicaragüense de 1940                    |
| 1950                                          | 45 314                                        | Censo nicaragüense de 1950                    |
| 1963                                          | 64 361                                        | Censo nicaragüense de 1963                    |
| 1971                                          | 74 129                                        | Censo nicaragüense de 1971                    |
| 1995                                          | 140 432                                       | Censo nicaragüense de 1995                    |
| 2005                                          | 156 283                                       | Censo nicaragüense de 2005                    |
| 2023                                          | 185 514                                       | Estimaciones del INIDE                        |

Rivas tiene una población actual de 185,514 habitantes. De la población total, el 50% son hombres y el 50% son mujeres. Casi el 50.4% de la población vive en la zona urbana.

## División administrativa
El departamento de Rivas está dividido administrativamente en diez municipios:
| Municipio        | Superficie | Población  | Población       |
| Municipio        | Superficie | Censo 2005 | Estimación 2023 |
| ---------------- | ---------- | ---------- | --------------- |
| Altagracia       | 211.2 km²  | 19,955     | 23,456          |
| Belén            | 246.3 km²  | 16,428     | 18,738          |
| Buenos Aires     | 75.22 km²  | 5,420      | 5,870           |
| Cárdenas         | 226.6 km²  | 6,990      | 7,668           |
| Moyogalpa        | 65.96 km²  | 9,729      | 10,634          |
| Potosí           | 143.6 km²  | 11,904     | 13,706          |
| Rivas            | 280.5 km²  | 41,080     | 56,244          |
| San Jorge        | 24.83 km²  | 8,024      | 9,189           |
| San Juan del Sur | 411.1 km²  | 14,741     | 16,082          |
| Tola             | 476.5 km²  | 22,012     | 23,927          |